# 俵田駅
俵田駅（たわらだえき）は、千葉県君津市俵田にある、東日本旅客鉄道（JR東日本）久留里線の駅である。

## 歴史
- 1921年（大正10年）7月10日：千葉県営鉄道久留里線の駅として開設[1][2]。
- 1923年（大正12年）9月1日：千葉県営鉄道久留里線が国有化[2]。
- 1954年（昭和29年）9月16日：貨物及び荷物扱い廃止[2][3]。無人駅化[4]。
- 1987年（昭和62年）4月1日：国鉄分割民営化に伴い、東日本旅客鉄道（JR東日本）の駅となる[1][2]。
- 2008年（平成20年）1月3日：旧待合室が火災で焼失[5]。
- 2009年（平成21年）
  - 3月14日：東京近郊区間に編入される[6]。
  - 年内頃：新待合室が新築[要出典]。

## 駅構造
単式ホーム1面1線を有する地上駅。ホームは2両編成まで対応する。このため3両編成以上の列車は、進行方向前寄り2両のみ扉扱いし3両目以降はドアカットされる。
久留里駅管理の無人駅。駅舎は無く、ホーム上にプレハブの待合室が設置されている。乗車駅証明書発行機が設置されている。トイレは男女別の水洗式。

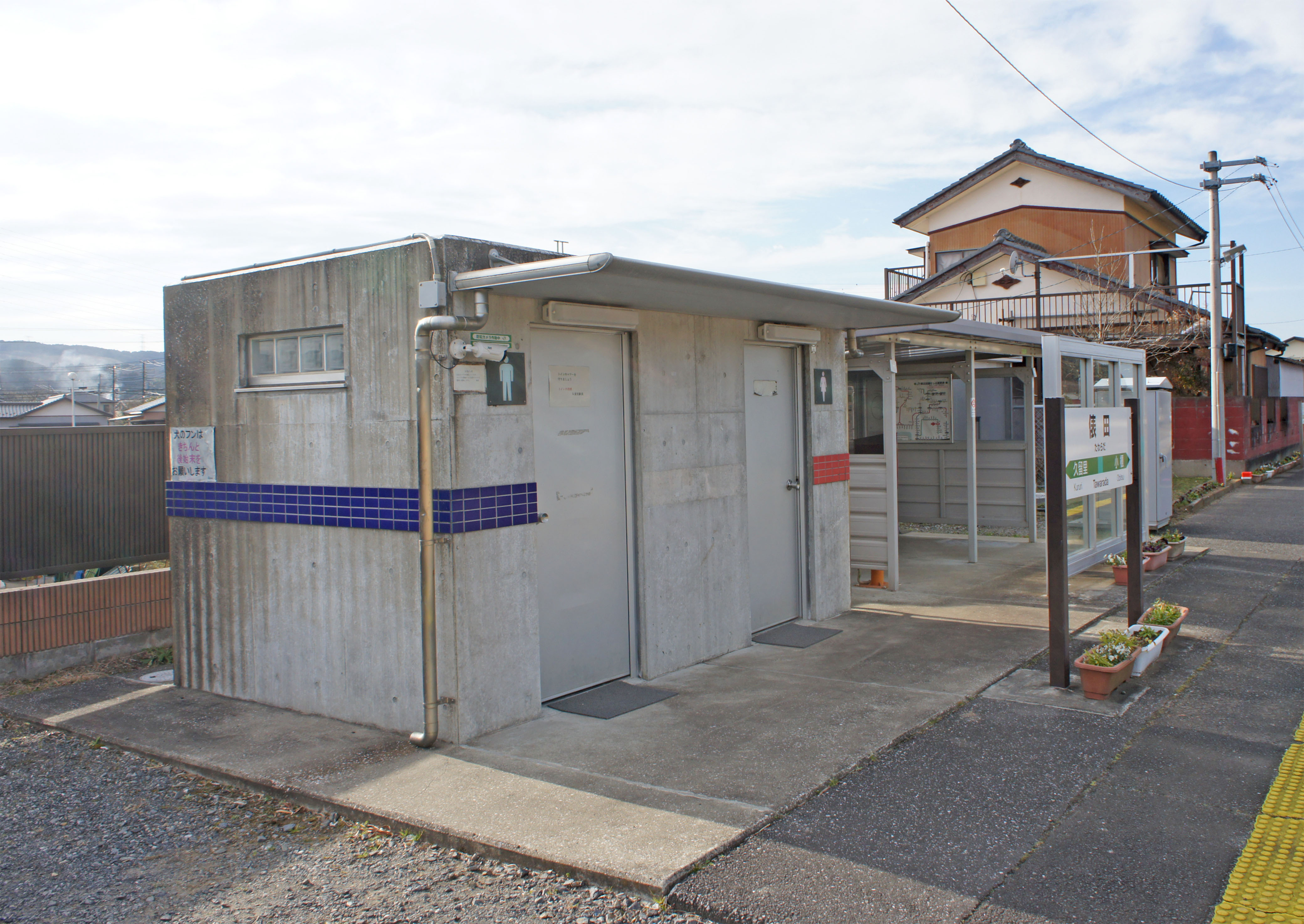
化粧室と待合室（2022年1月）
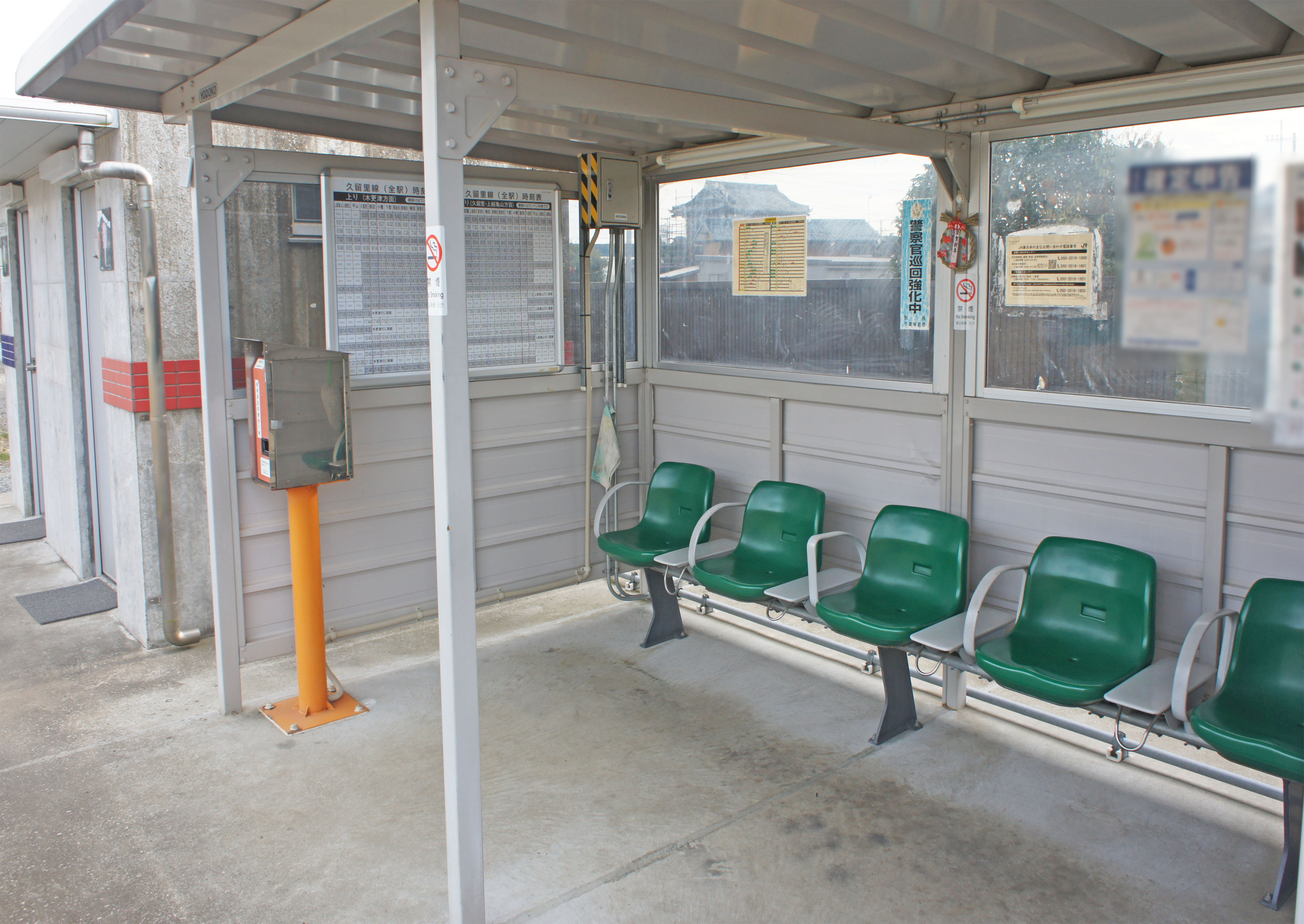
待合室（2022年1月）
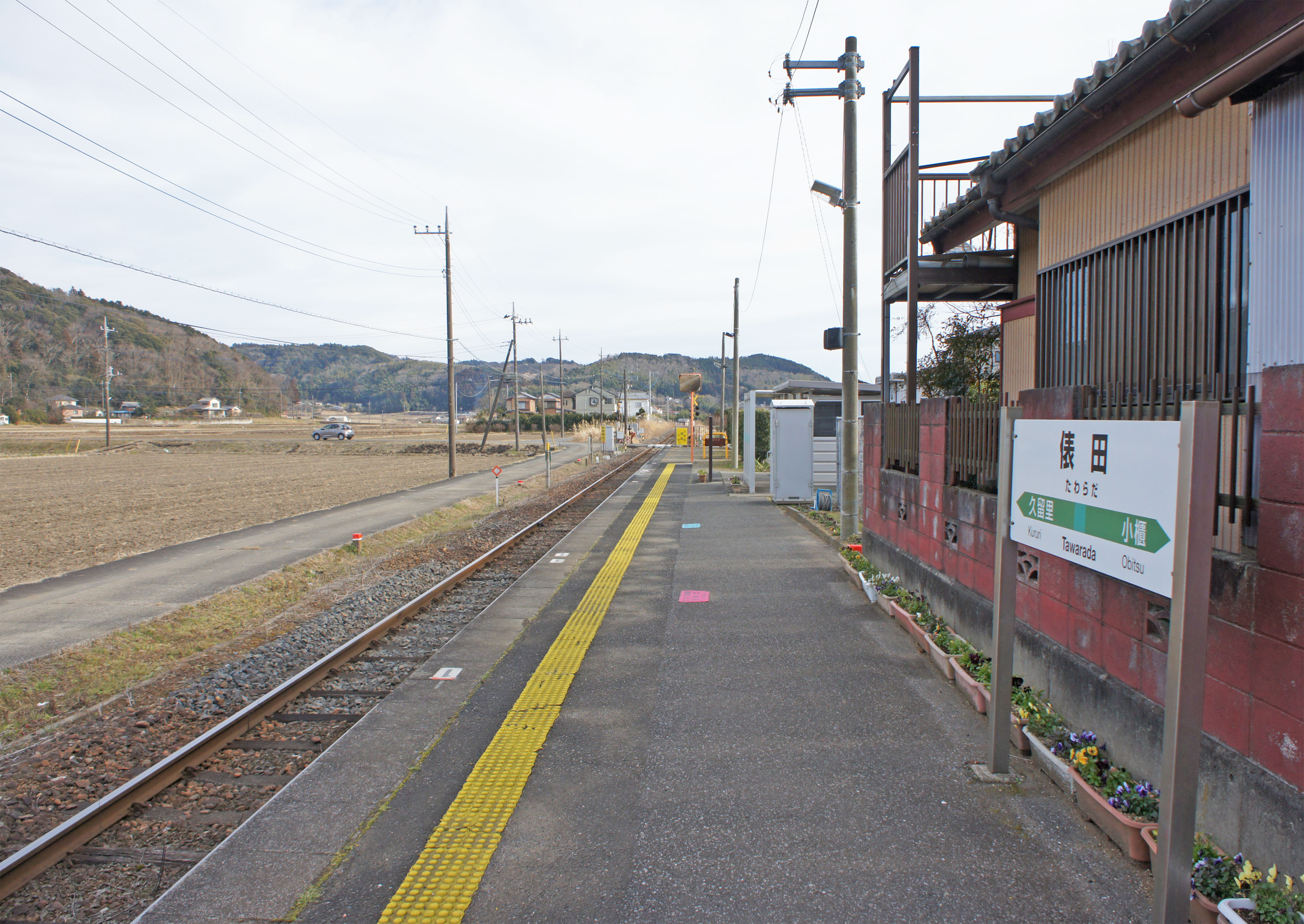
駅ホーム（2022年1月）

## 利用状況
2006年（平成18年）度の1日平均乗車人員は64人である。
千葉県統計年鑑によると、近年の1日平均乗車人員の推移は以下の通り。
| 年度               | 1日平均 乗車人員 | 出典     |
| ------------------ | ---------------- | -------- |
| 1990年（平成02年） | 161              | [ * 1 ]  |
| 1991年（平成03年） | 168              | [ * 2 ]  |
| 1992年（平成04年） | 153              | [ * 3 ]  |
| 1993年（平成05年） | 153              | [ * 4 ]  |
| 1994年（平成06年） | 141              | [ * 5 ]  |
| 1995年（平成07年） | 142              | [ * 6 ]  |
| 1996年（平成08年） | 125              | [ * 7 ]  |
| 1997年（平成09年） | 112              | [ * 8 ]  |
| 1998年（平成10年） | 110              | [ * 9 ]  |
| 1999年（平成11年） | 107              | [ * 10 ] |
| 2000年（平成12年） | 89               | [ * 11 ] |
| 2001年（平成13年） | 78               | [ * 12 ] |
| 2002年（平成14年） | 77               | [ * 13 ] |
| 2003年（平成15年） | 77               | [ * 14 ] |
| 2004年（平成16年） | 71               | [ * 15 ] |
| 2005年（平成17年） | 72               | [ * 16 ] |
| 2006年（平成18年） | 64               | [ * 17 ] |

## 駅周辺

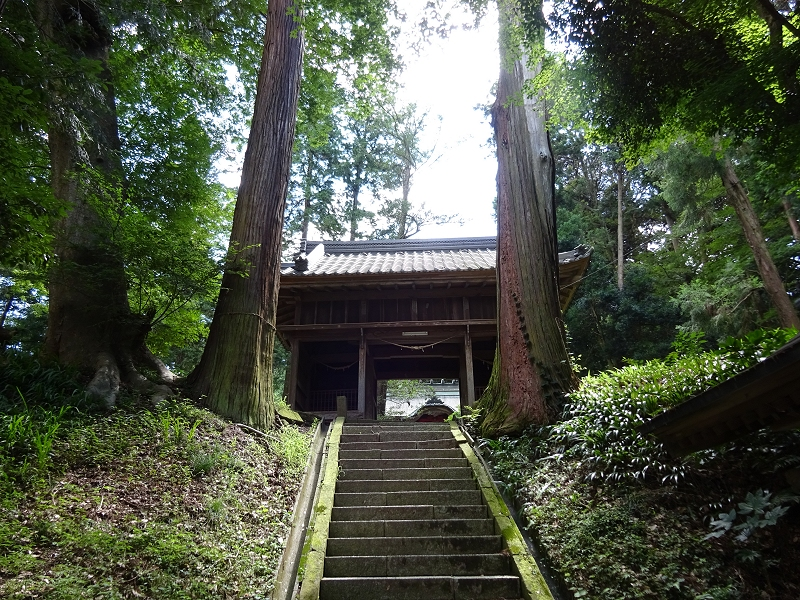
白山神社（山門）

- 国道410号
- 千葉県道24号千葉鴨川線
- 千葉県道145号長浦上総線
- 千葉県道163号小櫃佐貫停車場線
- 小櫃川
- 白山神社
- 白山神社古墳
- コメリハード&グリーン 君津俵田店
- ヤックスドラッグ 久留里店
- 俵田駅前公園

## バス路線
「俵田」停留所にて、以下の高速バスが発着する。
- 日東交通・京成バス
  - アクシー号：東京駅八重洲口前・東京タワー行
- 日東交通・京成バス千葉イースト
  - カピーナ号：千葉駅行 / 亀田病院行

## 隣の駅
東日本旅客鉄道（JR東日本）
■久留里線
小櫃駅 - 俵田駅 - 久留里駅

### 記事本文

### 利用状況
1. ↑  千葉県統計年鑑 - 千葉県

千葉県統計年鑑
1. ↑  千葉県統計年鑑（平成3年）
2. ↑  千葉県統計年鑑（平成4年）
3. ↑  千葉県統計年鑑（平成5年）
4. ↑  千葉県統計年鑑（平成6年）
5. ↑  千葉県統計年鑑（平成7年）
6. ↑  千葉県統計年鑑（平成8年）
7. ↑  千葉県統計年鑑（平成9年）
8. ↑  千葉県統計年鑑（平成10年）
9. ↑  千葉県統計年鑑（平成11年）
10. ↑  千葉県統計年鑑（平成12年）
11. ↑  千葉県統計年鑑（平成13年）
12. ↑  千葉県統計年鑑（平成14年）
13. ↑  千葉県統計年鑑（平成15年）
14. ↑  千葉県統計年鑑（平成16年）
15. ↑  千葉県統計年鑑（平成17年）
16. ↑  千葉県統計年鑑（平成18年）
17. ↑  千葉県統計年鑑（平成19年）